# Lyutitsa

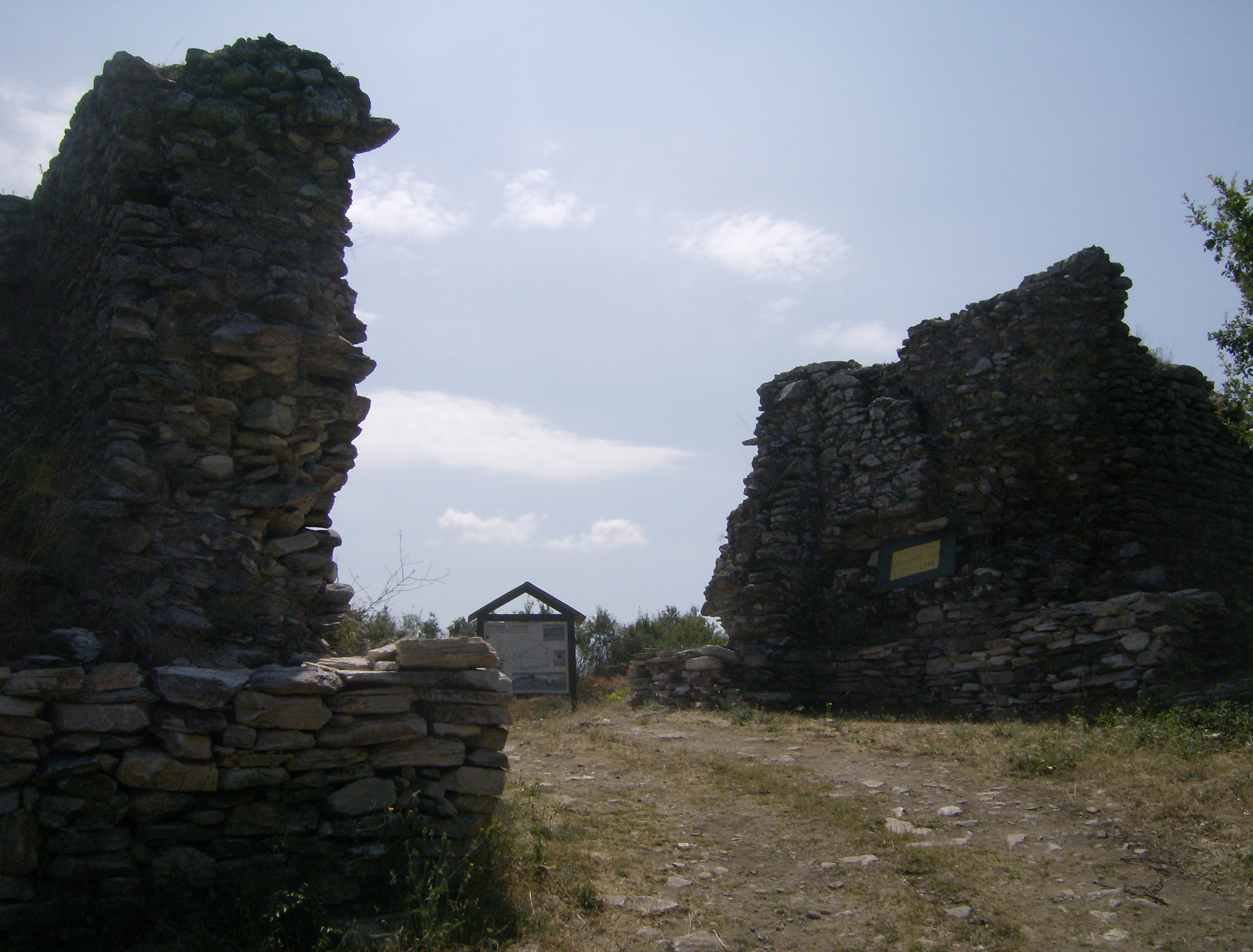
Lyutitsa

Lyutitsa (en búlgaro Лютица, transliteración internacional  Ljutica) es una fortaleza bizantina situada en los montes Ródope al sur de Bulgaria, en territorio de la actual ciudad de Ivaylovgrad. Es una de las fortalezas mejor conservadas del país.
Hallazgos de cerámica, monedas, joyería, metal y objetos cotidianos además de diversos detalles arquitectónicos indican que la colina fue habitada desde el primer milenio antes de Cristo. Las primeras construcciones de los restos de la fortaleza o castillo actuales son de los siglos  IV - VI. Lyutitsa alcanzó su apogeo en el siglo XIII  y la fortaleza perduró hasta finales del siglo XVIII al perder su importancia como centro defensivo. Después de la invasión otomana se continuó utilizando la iglesia y en la colina se construyó un pequeño monasterio .
Lyutitsa fue mencionado por al menos dos autores bizantinos y el nombre del castillo aparece en las listas episcopales de la época del emperador León VI (886-912). 
La fortificación ocupa un área de 26 acres. Está rodeada por murallas que forman una elipse irregular, con una longitud de más de 600 m , que en la mayoría del perímetro están bien conservadas. La entrada se encuentra al oeste flanqueada por dos torres rectangulares ubicadas perpendicularmente a las paredes. La fortaleza tiene un total de 12 torres de planta rectangular y una octaédrica . El material con el que la fortaleza fue construida es mármol  por lo que  se la conoce como " La Ciudad de Mármol ".
En el interior albergó dos iglesias, la más antigua una la basílica episcopal, la torre del homenaje, una extensa necrópolis, edificios residenciales y cisterna de agua con los restos de un antiguo sistema de drenaje . Alrededor del castillo hay rastros de la ciudad exterior y en la base de la montaña se encuentran tumbas de diferentes épocas. Las excavaciones descubrieron evidencias de que el lugar fue habitado desde la Edad del Bronce: cerámica idéntica a la de Pliska y Preslav, lo que demuestra que la fortaleza  fue el centro de una cultura altamente desarrollada.
La nave de la iglesia primitiva, decorada con murales y con un techo a dos aguas cubierto de tejas, fue coronada por una cruz, que los arqueólogos descubrieron entre las ruinas.